# Лос-Рейес-Акакильпан
Лос-Рейес-Акакильпан (исп. Los Reyes Acaquilpan) — город и муниципалитет в Мексике, входит в штат Мехико. Население 232 211 человек.